# 宇都宮市立陽東中学校
宇都宮市立陽東中学校（うつのみやしりつようとうちゅうがっこう）は、栃木県宇都宮市にある公立中学校。
宇都宮市立峰小学校、宇都宮市立石井小学校、宇都宮市立陽東小学校とともに陽東地域学校園として小中一貫教育を実施している。

## 沿革
- 1960年（昭和35年） - 宇都宮市下平出町950番地8にて創立開校[3]
- 1961年（昭和36年） - 校旗樹立
- 1964年（昭和39年） - 校歌制定、創立5周年文化祭で発表
- 1967年（昭和42年） - 日本体操祭で竹棒体操披露、学校新聞コンクール最優秀賞受賞
- 1971年（昭和46年） - 「泡の研究」で日本学生科学賞優秀賞受賞
- 1973年（昭和48年） - 安全教育優秀校として文部大臣賞を受ける
- 1976年（昭和51年） - 現在地へ新校舎完成移転
- 1978年（昭和53年） - 第45回NHK全国学校音楽コンクール全国コンクール金賞（内閣総理大臣賞）受賞（翌年も2年連続で受賞）
- 1987年（昭和62年） - 制服制定、ブレザータイプとなる
- 1989年（平成元年） - 社会福祉協議会事業協力校（ボランティア活動）（翌年度と2年連続）
- 1991年（平成3年） - 本校舞台の映画「おじいちゃんが階段をおりるとき」上映
- 2001年（平成13年） - 優良PTAとして、文部科学大臣表彰受賞
- 2005年（平成17年） - よい歯の優良学校コンクール 栃木県議会議長賞受賞
- 2006年（平成18年） - よい歯の優良学校コンクール 栃木県知事賞受賞
- 2009年（平成21年） - 小中一貫教育モデル地域学校園の指定を受ける
- 2011年（平成23年） - 文部科学省委託「栄養教諭を中核とした食育推進事業」研究委嘱
- 2012年（平成24年） - 国土交通省より感謝状（河川環境美化貢献）
- 2013年（平成25年） - よい歯の優良学校コンクール栃木県知事賞受賞
- 2014年（平成26年） - 全国中学校陸上競技大会　男子4×100mリレー第1位
- 2015年（平成27年） - よい歯の優良学校コンクール 栃木県教育長賞受賞

## 教育目標
「人間尊重の教育」を基盤として自ら考え、正しく判断ができ、知・徳・体の調和のとれた豊かな心をもち、たくましく生きる人間の育成に努める。
基本目標
生徒一人一人の健康でたくましい身体、個性を生かした創造的な知性と技能、豊かな心情、強靭な意志、正しい社会連帯意識を養い、自己実現をとおして国家社会の進歩発展に貢献できる人間を育成する。
生徒指標（スローガン）
1. 自ら学び考える生徒。（本気）
2. 豊かな心で思いやりのある生徒。（勇気）
3. 気力あふれるたくましい生徒。（元気）
4. 進んで仕事をする生徒。（根気）

## 通学区域
宇都宮市
以下の小学校の通学区域。
- 宇都宮市立峰小学校
- 宇都宮市立石井小学校
- 宇都宮市立陽東小学校

## 交通
- JR東北本線（宇都宮線）宇都宮駅から関東バス真岡・益子方面またはジェイアールバス関東芳賀バスターミナル・芳賀町役場・茂木方面に乗車し「工学部前」下車徒歩約5分

## 著名な出身者
- 枝野幸男（衆議院議員、立憲民主党前代表）
- 柏倉祐司（医師、元衆議院議員）